# Schwarze Ahe
Die Schwarze Ahe ist ein 8,3 km langer, rechter Nebenfluss der Verse im Märkischen Kreis, Nordrhein-Westfalen. Der Flusslauf liegt im Gebiet von Herscheid und Werdohl.

## Geographie

### Verlauf
Das Quellgebiet der Schwarzen Ahe liegt etwa 500 m nördlich des Piener Kopfs auf einer Höhe von 484 m ü. NHN. Von hier aus fließt der Bach in überwiegend nördliche Richtungen ab, durchfließt die Ortschaften Hardt, Verse, Schönebecke, Vogelsang und Schwarze Ahe, um bei Wiesenfeld das Gemeindegebiet von Herscheid zu verlassen. Nach weiteren 300 m Fließstrecke mündet die Schwarze Ahe bei Altenmühle auf 243 m ü. NHN in die Verse. Der Höhenunterschied zwischen Quelle und Mündung beträgt 241 m, was einem mittleren Sohlgefälle von 29 ‰ entspricht.
Die Schwarze Ahe hat ein 20,132 km² großes Einzugsgebiet, das über Verse, Lenne, Ruhr und Rhein zur Nordsee entwässert.

### Nebenflüsse
Der Schwarzen Ahe fließen die folgenden, meist kurzen Nebenflüsse zu. Längster Nebenfluss ist die Bubbecke, mit einer Länge von 3,1 km. Das größte Einzugsgebiet hat die Höllmecke mit 3,192 km². Die Holter Becke ist an ihrer Mündung länger als die Schwarze Ahe.
| Name         | Stat. in km | Lage   | Länge in km | EZG in km² | Mündungshöhe in m ü. NHN | GKZ       |
| ------------ | ----------- | ------ | ----------- | ---------- | ------------------------ | --------- |
| Holter Becke | 7,339       | rechts | 1,6         |            | 399                      | 276686    |
| Klebbecke    | 6,486       | rechts | 1,4         |            | 364                      | 276686 14 |
| Stubecke     | 5,383       | rechts | 1,6         | 0,997      | 335                      | 276686 2  |
| Höllmecke    | 3,189       | rechts | 3,0         | 3,192      | 294                      | 276686 4  |
| Lüttmecke    | 2,605       | links  | 1,0         |            | 286                      | 276686 52 |
| Rathmecke    | 2,388       | rechts | 2,9         | 2,053      | 281                      | 276686 6  |
| Bubbecke     | 0,310       | rechts | 3,1         | 2,952      | 249                      | 276686 8  |